# Açude Maranguapinho
O Açude Maranguapinho é um açude localizado no município de Maranguape. Foi construído em 2012 para complementar a rede de abastecimento de água potável para a Região Metropolitana de Fortaleza.
A barragem deste açude represa as águas do Rio Maranguapinho, bem como dos seguintes riachos afluentes deste rio: Riacho Gavião e Riacho Pirapora.

## Barragem Maranguapinho
A barragem foi construída em 2012, e é um dos principais pontos do projeto de reestruturação e revitalização do rio, e visa diminuir a faixa de inundações e controlar o volume de água na época das chuvas, tendo integrado o Programa de Aceleração do Crescimento (PAC), do Ministério das Cidades. A obra possui 306,84 hectares, com capacidade para acumular 9,3 milhões de metros cúbicos de água, e recebeu recursos da ordem de R$ 85 milhões.
Em 2018 foram construídos e adicionados à barragem 3,8 km de adutora de 400 mm, e uma estação de bombeamento no local (parede da barragem), que adiciona 200 litros por segundo ao sistema, destinados à cidade de Maranguape, e aos distritos de Sapupara e Amanari. Essa obra integra o açude Maranguapinho ao sistema hídrico metropolitano, dando à ETA Gavião uma certa reserva, incrementando e reforçando a oferta hídrica para a Região Metropolitana de Fortaleza.